# 5-й Нью-Йоркский пехотный полк
5-й Нью-Йоркский добровольческий пехотный полк (англ. 5th New York Volunteer Infantry Regiment), так же известный как «Зуавы Дьюри» (Duryee’s Zouaves)  — один из пехотных полков армии Союза во время Гражданской войны в США. Полк был сформирован в апреле 1861 года сроком на 2 года, участвовал в сражении при Биг-Бетель и всех сражениях на востоке до мая 1863 года, когда был расформирован из-за истечения срока службы. Часть рядовых была переведена в 146-й Нью-Йоркский полк.

## Формирование
Полк был сформирован в Нью-Йорке вскоре после прокламации Линкольна о наборе добровольцев. Его создателем был крупный нью-йоркский бизнесмен, Абрам Дьюри, который сумел всего за неделю собрать полк и снабдить его униформой. В полк набирались добровольцы высокого роста, и практически все имели образование и были студентами, юристами и тд. Их униформа была разработана в северо-африканском стиле французских зуавов. В федеральной армии было около 50-ти зуавских полков, но 5-й стал одним из самых известных.
9 мая полк был принят на службу в федеральную армию сроком на два года. Первым командиром полка стал полковник Абрам Дьюри, подполковником - Говернор Уоррен, а майором - Мэнсфилд Дэвис.

## Боевой путь
23 мая 1861 года полк покинул штат и был отправлен в форт Монро на Вирджинском полуострове. 25 мая он прибыл в Ньюпорт-Ньюс и был введён в бригаду Пирса. 10 июня он был задействован в сражении при Биг-Бетель, где потерял 7 человек убитыми и 12 ранеными. 26 июля полк отправили в Балтимор и включили в дивизию генерала Дикса.
15 августа майор Дэвис покинул полк и стал полковником 2-го Нью-Йоркского кавалерийского полка, а 17 августа капитан роты Е, Хайрем Дьюри, стал майором. 31 августа полковник Абрам Дьюри получил звание бригадного генерала, и его место занял Говернор Уоррен. Майор Хайрем Дьюри стал подполковником. Место майора 3 сентября занял Хармонд Халл, в прошлом - капитан роты А.
В марте 1862 года полк был включен в бригаду Джорджа Сайкса, которая была частью пехотного резерва Потомакской армии. 11 апреля полк был снова отправлен на вирджинский полуостров, где принял участие в осаде Йорктауна. В мае Говернор Уоррен возглавил бригаду, которая стала частью дивизии Сайкса в составе V корпуса Потомакской армии.

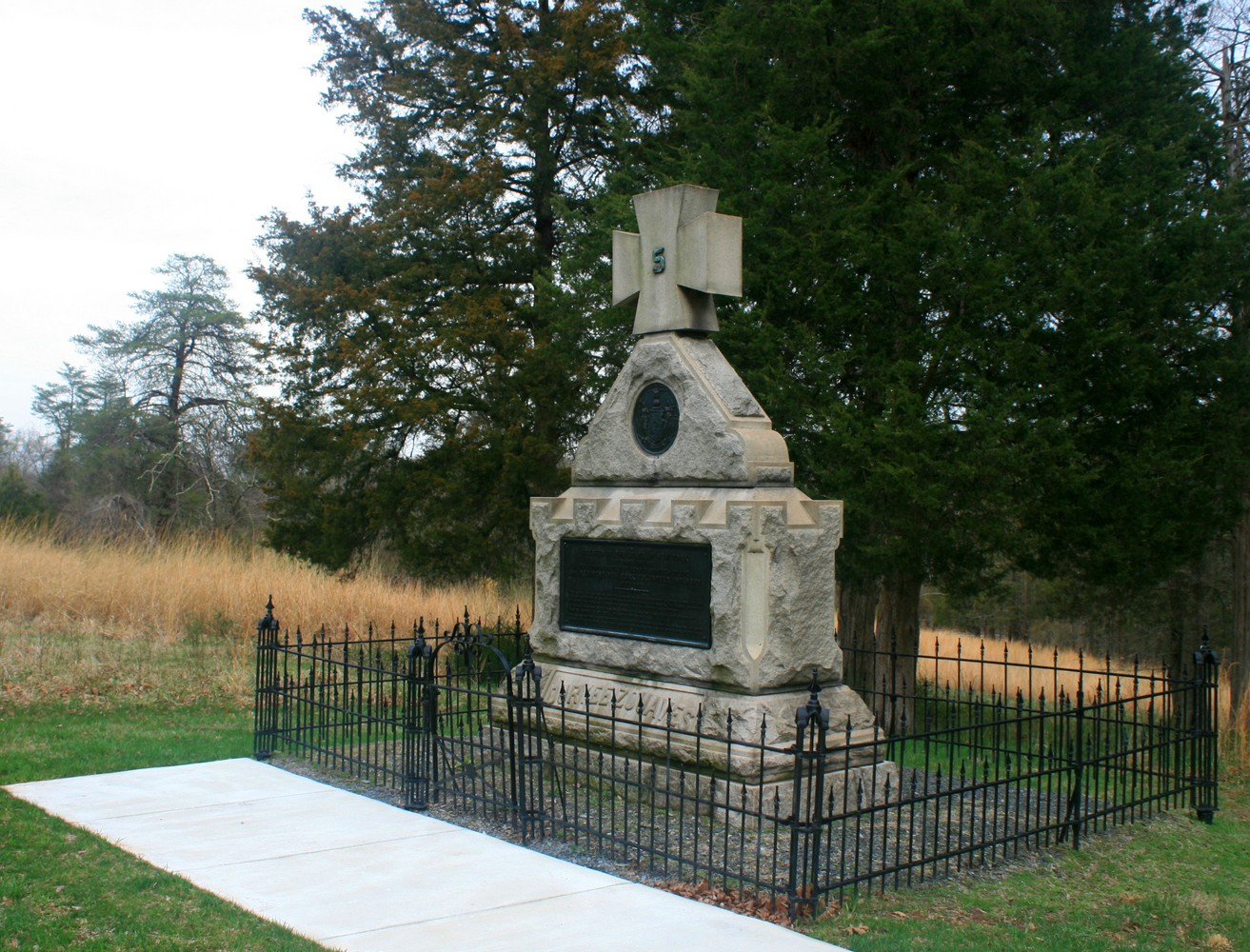
Памятник 5-му Нью-Йоркскому под Манассасом

27 мая полк участвовал в сражении при Гановер-Кортхаус, где потерял 1 рядового убитым и 6 ранеными. Вскоре началась Семидневная битва. Полк сражался при Механиксвиле (26 июня) и при Гейнс-Милл (27 июня) В последнем сражении он потерял 19 человек убитыми, 51 ранеными и 56 человек пропавшими без вести и пленными. 1 июля полк участвовал в сражении при Малверн-Хилл.
13 июля подполковник Стивен уволился из армии и вместо него звание подполковника получил майор Шоффел. Полк некоторое время стоял в Харрисон-Лендинг, а 16 августа был отправлен в Ньюпорт-Ньюс, пополнен 100 новобранцами и оттуда переправлен по морю в северную Вирджинию, куда прибыл 28 августа. 30 августа полк участвовал во втором сражении при Булл-Ран, где оказался на левом фланге армии. Маленькая бригада Уорена не участвовала в общей атаке корпуса Портера, а была оставлена в резерве. В это время полком временно командовал капитан Кливленд Уинслоу.
Бригада Уоррена стояла в 730 метрах западнее Гроветона; дивизия Худа начала атаку в 16:00, сразу опрокинув два полка: 5-й и 10-й Нью-Йоркские. За первые же 10 минут боя 5-й Нью-Йоркский из своих 500 человек потерял 300, причем 120 убитыми. В ту войну это была самая крупная потеря пехотного полка за один бой (по другим данным - 41 убитыми, 66 ранеными и 8 пропавшими без вести).
Когда началась Мерилендская кампания, полк участвовал к наступлении в составе V корпуса, но корпус держался в резерве во время сражения при Энтитеме, поэтому полк задействован не был и не понёс потерь.